# Scolopsis taenioptera
Scolopsis taenioptera là một loài cá biển thuộc chi Scolopsis trong họ Cá lượng. Loài cá này được mô tả lần đầu tiên vào năm 1830.

## Từ nguyên
Từ định danh taenioptera được ghép bởi hai âm tiết trong tiếng Hy Lạp cổ đại: tainía (ταινία; "dải, băng") và pterón (πτερόν; "vây, cánh"), hàm ý đề cập đến sọc xanh lam/tím dọc theo giữa vây lưng của loài này.

## Phân bố và môi trường sống
Từ biển Andaman (gồm cả ngoài khơi Myanmar), S. taenioptera có phân bố trải dài về phía đông đến khắp Đông Nam Á, giới hạn phía bắc đến bờ nam đảo Đài Loan, xa về phía đông đến Palau (ghi chép này cần được xác minh).
Kakioka và các cộng sự (2018) xác định được có hai dòng riêng biệt ở loài này, được cho là do sự thay đổi mực nước biển vào thế Pleistocen, trong đó dòng phân bố ở Iloilo (Philippines) tương đối ổn định, trong khi những khu vực khác (Malaysia, Thái Lan và Việt Nam) trong quá trình nghiên cứu lại cho thấy có sự đa dạng di truyền. Ghi nhận của loài này từ bờ bắc Úc hiện được xác nhận là Scolopsis meridiana, còn từ Nouvelle-Calédonie là Scolopsis lacrima.
S. taenioptera sống trên nền đáy cát trong đầm phá và gần rạn san hô, độ sâu đến ít nhất 50 m.

## Mô tả
Chiều dài cơ thể lớn nhất được ghi nhận ở S. taenioptera là 25 cm. Thân trên có màu vàng xám, thân dưới màu trắng. Hai bên thân có các vạch chéo mờ màu xanh lam và vàng, chuyển thành ngang trên cuống đuôi. Một sọc xanh lam nối hai mắt ngay sau mũi, và sọc xanh khác từ giữa môi trên đến mép dưới mắt. Phần trên của gốc vây ngực có một đốm cam đỏ. Các vây có màu vàng nhạt, vây lưng có một dải xanh ngay giữa. Chóp trên của vây đuôi có màu vàng, còn gốc trên của vây đuôi có một đốm xanh.
Số gai vây lưng: 10; Số tia vây lưng: 9; Số gai vây hậu môn: 3; Số tia vây hậu môn: 7; Số gai vây bụng: 1; Số tia vây bụng: 5; Số tia vây ngực: 16–18.

## Sinh thái
Thức ăn của S. taenioptera là các loài giáp xác, nhuyễn thể và cá nhỏ hơn.

## Thương mại
S. taenioptera là một loài cá thương mại, mặc dù được bán với giá thấp và không có ngành khai thác nào tập trung cho loài này. Đây là một trong những loài phổ biến nhất được sử dụng để làm cá viên ở Thái Lan. Đây cũng là loài Scolopsis bị khai thác nhiều nhất ở Philippines.